# 宮城長順

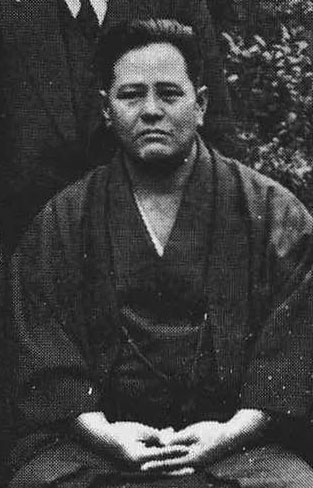
宮城長順

宮城長順（日语：／ Miyagi Chōjun；1888年4月25日—1953年10月8日），沖繩縣出身的空手道大師，為空手道四大流派之一剛柔流的創始人。

## 生平
1888年出生在今沖繩縣那霸市的東町。11歲的時候拜新垣隆功學習唐手，14歲時，經新垣隆功的推薦，拜那霸手大師東恩納寬量為師。1910年，宮城長順入伍參軍，被派往宮崎縣的都城市。1912年退伍。
1915年，師父東恩納寬量逝世，宮城長順前往中國福建，學習了白鶴拳、羅漢拳和八卦拳。宮城長順將這些與那霸手融合為一體，自創了一套新的武術流派。
回到那霸後，宮城昌順開設了自己的道場，並於1930年將這個流派命名為剛柔流。1934年，剛柔流得到了大日本武德會的承認。
1953年病逝於那霸壺屋的自宅。